# Tender (locomotief)

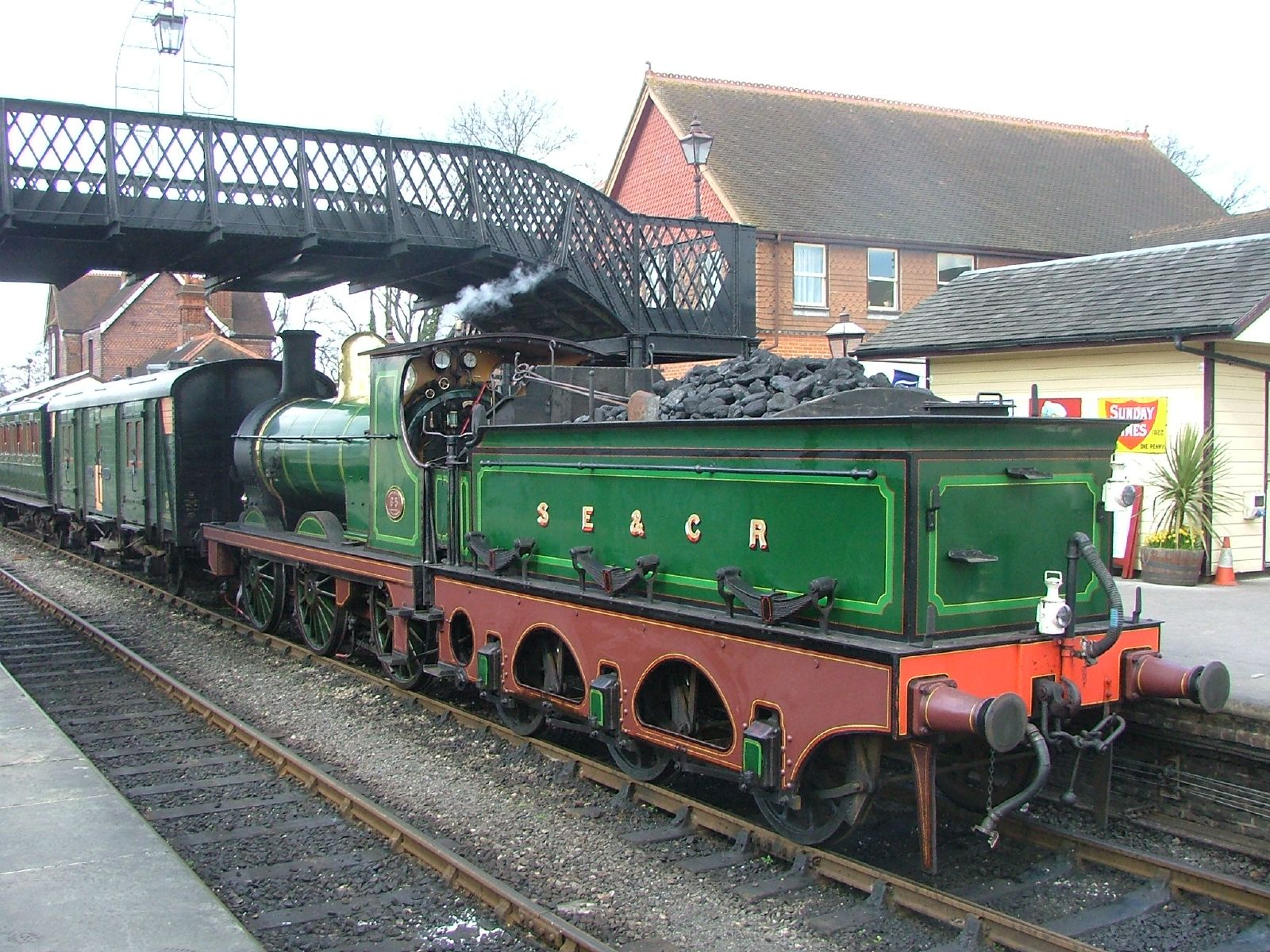
Een locomotief met tender

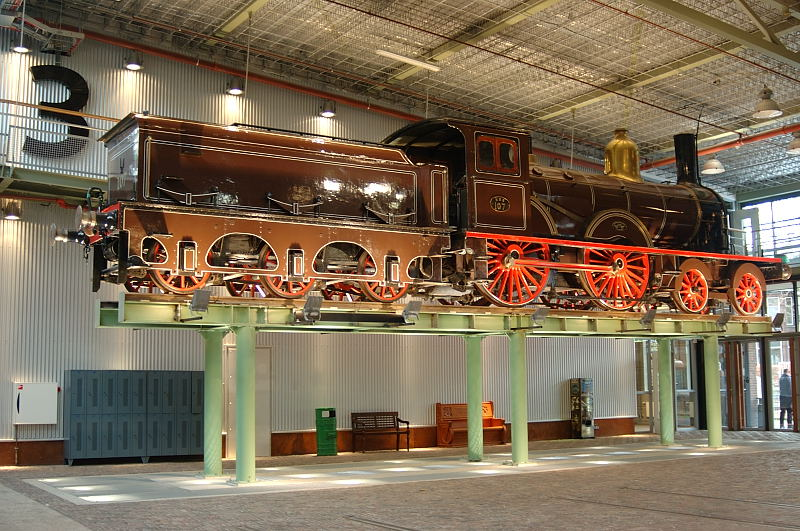
NRS-locomotief 107 met tender, "op poten" in het Nederlands Spoorwegmuseum

Een tender is een wagen achter een stoomlocomotief waarin brandstof en water worden vervoerd. De brandstof is meestal  steenkool maar kan ook stookolie zijn. In Oost-Duitsland werden in de jaren 50 ook tenders voor bruinkoolpoeder gebouwd; het poeder werd met perslucht in de vuurkist geblazen.
Kolen moeten door de stoker in de vuurkist worden gegooid, wat zwaar werk is. Een vloeibare of poedervormige brandstof belast de stoker veel minder.
De tender wordt als een geheel met de locomotief beschouwd. In normaal bedrijf worden ze nimmer losgekoppeld. Bij revisies en groot onderhoud heeft de tender een kortere doorlooptijd dan een locomotief, waardoor de tender soms met een andere locomotief werd afgeleverd. Ook kwamen sporadisch verwisselingen van tenders voor als voor bepaalde diensten een grotere tender voor een grotere voorraad brandstof en water, of juist een kleinere tender vanwege kleinere draaischijven nodig was.
Het is de taak van de stoker om ervoor te zorgen dat de tender gevuld wordt. Tijdens de reis schept hij kolen uit de tender op het vuur en bedient hij de injecteur of voedingspomp.
In Groot-Brittannië reed een treindienst zonder tussenstop tussen Londen en Edinburgh - 631 km in circa 8 uur. De locomotief had een flinke tender, want er was geen gelegenheid onderweg kolen te laden. Wel werd onderweg water ingenomen, uit een goot die tussen de rails was aangebracht. Zo kon op volle snelheid de watervoorraad worden aangevuld. Bijzonder was vooral dat deze tender een looppad had met een vouwbalg naar het eerste rijtuig, zodat de machinist en de stoker tijdens de reis konden worden afgelost.

## Tenderlocomotief

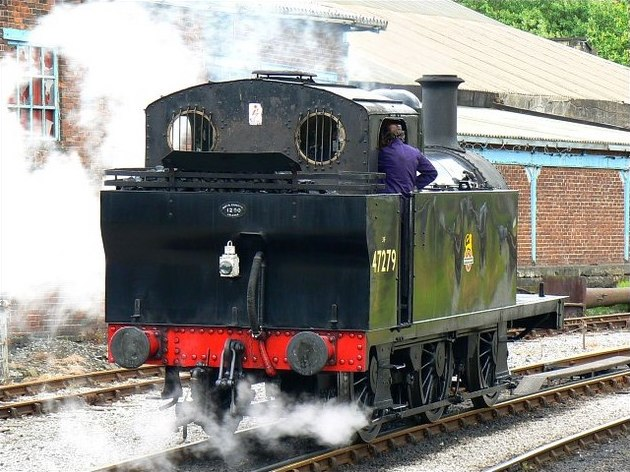
Een tenderlocomotief, dus zonder aparte tender

Kleinere locomotieven hebben geen aparte tender. Kolen en water worden op de locomotief zelf vervoerd. Deze locomotieven worden - enigszins verwarrend - tenderlocomotieven genoemd omdat zij in feite bestaan uit de combinatie van locomotief en tender. Er bestaan ook veel zwaardere tenderlocomotieven (zoals NS-locomotief 6317 in het Nederlands Spoorwegmuseum), waarbij een vaste tenderbak zich achter het machinistenhuis bevindt. Om een goede verdeling van de asdruk te bevorderen hebben dergelijke locomotieven vaak één of meer loopas(sen) onder die tenderbak.